# Biocontrol Technologies
Biocontrol Technologies S.L. és una empresa catalana especialitzada en el control biològic de malalties als cultius. La seva seu és a Barcelona. Neix el 2004 com a spin-off de la Universitat de Barcelona fruit del descobriment del microorganisme Trichoderma asperellum soca T34 per la professora i doctora en biologia Isabel Trillas i l'estudiant de doctorat Lurdes Cotxarrera. El fong, d'origen natural, es va mostrar eficaç contra el Fusarium oxysporum, un fong que provoca malalties a més de cent tipus de cultius.  
La investigació va culminar l'any 2000 amb l'aïllament del microorganisme, aconseguint-se la patent dos anys després. Investigacions posteriors van ampliar l'espectre d'aplicacions del T34 a la Rhizoctonia, un altre patogen. Les seves possibilitats en l'aplicació pràctica va conduir a l'equip investigador, conjuntament amb la Universitat, a considerar la seva comercialització com una alternativa biològica al control de malalties dels cultius.
Finalment, de la mà de la investigadora Isabel Trillas, el professor de la Universitat Politècnica de Catalunya Francesc Peremiquel, el professor de la Universitat de Sevilla Manuel Avilés i la Doctora Eva Casanova, conjuntament amb la Universitat de Barcelona i el soci inversor Uninvest, es funda la companyia amb l'objectiu principal de desenvolupar el substrat Trichoderma asperellum soca T34 i la investigació d'altres microorganismes per al control biològic dels cultius.
En l'actualitat, el T34 de Biocontrol ha estat patentat a Europa i els Estats Units, i la seva comercialització com a producte s'ha estès a més de 20 països, entre ells Espanya, Regne Unit, Estats Units, Canadà, Polònia i Egipte.